# Himi (Toyama)
Himi (氷見市; -shi) é uma cidade japonesa localizada na província de Toyama.
Em 2003 a cidade tinha uma população estimada em 55 476 habitantes e uma densidade populacional de 240,88 h/km². Tem uma área total de 230,31 km².
Recebeu o estatuto de cidade a 1 de agosto de 1952.